# 圣三一主教座堂 (基辅)

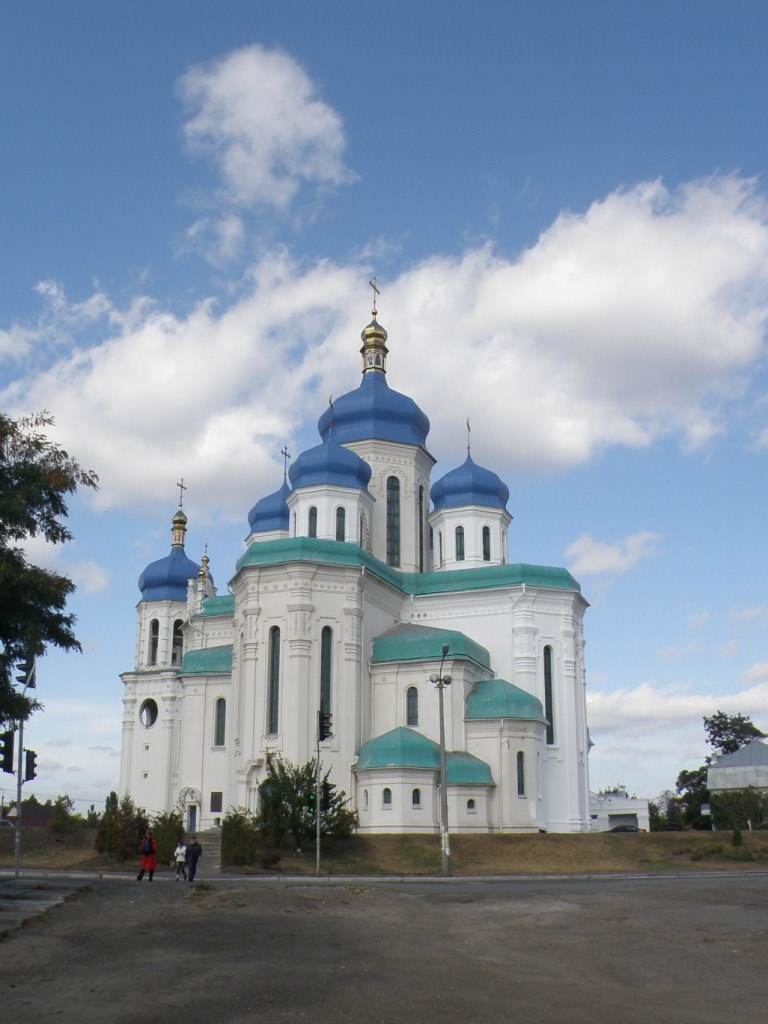
圣三一主教座堂

圣三一主教座堂是乌克兰基辅最大的东正教教堂之一。它建于1991年到1997年。
此处原为村庄，基辅的郊区，昔日的村子Troieschyna。巨大的钟楼位于邻近，风格是传统的乌克兰巴洛克式。